# Symphonie « Israël »

La Symphonie « Israël » est une symphonie pour 2 sopranos, 2 voix d'alto, 1 basse et orchestre d'Ernest Bloch. 

## Historique
Composée entre 1912 et 1916 à Genève, elle s'inspire de la liturgie et tradition juives. Elle est dédiée à « Mme. Harriet Lanier, Présidente de la "Society of the Friends of Music" ». Elle a été créée au Carnegie Hall à New York le 3 mai 1917 dans le cadre d'un cycle juif organisé par la "Society of the Friends of Music". Les interprètes étaient l'Orchestre philharmonique de New York dirigé par Ernest Bloch avec Mélanie Kurt (soprano), Marie Tiffany (soprano), Lila Robeson (alto), Flora Perin (alto) et Carl Braun (basse). L'œuvre a été créée le 24 octobre 1926 en France au Théâtre du Châtelet à Paris par l'Orchestre Colonne dirigé par Gabriel Pierné et à Genève au Victoria Hall le 17 décembre 1932, par l'Orchestre de la Suisse romande sous la direction d'Ernest Ansermet.

## Analyse de l'œuvre
La symphonie comporte trois mouvements et dure environ 34 minutes. Les chanteurs interviennent dans le troisième mouvement, sur un texte d'Ernest Bloch, successivement les quatre voix de femmes, la basse puis la basse avec un alto : « Adonai, mon Elohim, entends ma voix, entends ma prière ».
1. La prière dans le désert
2. Yom Kippour le grand pardon
3. Succoth prière pour les moissons

## Instrumentation
- quatre flûtes (deux piccolos), trois hautbois, un cor anglais, trois clarinettes, une clarinette basse, trois bassons, un contrebasson, six cors, quatre trompettes, trois trombones, un tuba, deux harpes, célesta, percussion (timbales, grosse caisse, caisse claire, cymbales, triangle, tam-tam), cordes, deux voix de soprano, deux voix d'alto, une voix de basse.